# Primulina tenuituba
Primulina tenuituba là một loài thực vật có hoa trong họ Tai voi (Gesneriaceae). Loài này có ở Quý Châu, Hồ Bắc, Hồ Nam, Tứ Xuyên (Trung Quốc); được W.T.Wang mô tả khoa học đầu tiên năm 1981 trong Bull. Bot. Res., Harbin 1(3): 40 dưới danh pháp Deltocheilos tenuitubum, và sau đó trong Bull. Bot. Res., Harbin 1(4): 66. ông mô tả thêm loài Chirita shennungjiaensis. Năm 1990, trong Fl. Reipubl. Popularis Sin. 69: 388 ông chuyển Deltocheilos tenuitubum sang chi Chirita với danh pháp Chirita tenuituba. Năm 2011, Yin Z.Wang đồng nghĩa hóa Chirita shennungjiaensis với 'Chirita tenuituba và chuyển nó sang chi Primulina.